# 깜동 (영화)
"깜동"은 한국에서 제작된 유영진 감독의 1988년 드라마 영화이다. 이보희 등이 주연으로 출연하였고 김완배 등이 제작에 참여하였다.

## 출연

### 주연
- 이보희
- 정승호

### 조연
- 강신성일
- 태현실
- 이경영
- 최민경
- 김추련
- 정혜선
- 최성호
- 정재순
- 신충식
- 김희라
- 진봉진
- 장정국
- 이석구
- 김철화

## 기타
- 조명: 김강일
- 연출부: 이민희
- 연출부: 박찬욱
- 연출부: 백용옥
- 동시녹음: 이성근
- 녹음: 강대성
- 미술: 김유준
- 의상: 채영숙
- 의상: 이헌정